# Salerne
Pour les articles homonymes, voir Salerne (homonymie).
Salerne (en Salerno) est une ville du sud de l’Italie située sur la mer Tyrrhénienne, dans la région de la Campanie, et dernière capitale d’Italie avant Rome. Chef-lieu de la province de Salerne, elle compte environ 133 364 habitants (données ISTAT 2023) et couvre une superficie de 59 km². Bordée par le golfe de Salerne, la ville est une porte d’entrée vers la côte amalfitaine, classée au patrimoine mondial de l’UNESCO. Fondée comme colonie romaine sous le nom de Salernum en 197 av. J.-C., Salerne a connu un âge d’or au Moyen Âge en tant que capitale de la Principauté de Salerne (861–1076) et grâce à la Schola Medica Salernitana, considérée comme la première université de médecine d’Europe. Durant la Seconde Guerre mondiale, la ville joue un rôle stratégique : à la suite de l’armistice de Cassibile et du débarquement allié dans le sud de l’Italie (Opération Avalanche), Salerne devient le siège temporaire du gouvernement italien (février-juillet 1944), le roi Victor-Emmanuel III et le gouvernement Badoglio s’y étant réfugiés. 
Parmi ses monuments emblématiques, on trouve la Cathédrale de Salerne (XIe siècle) et le Château d'Arechi.

## Géographie

### Situation
Salerne est située sur le golfe du même nom, partie de la mer Tyrrhénienne entre la côte amalfitaine au nord et la plaine du Sele au sud. Son altitude varie du niveau de la mer à 953 m au mont Stella. Elle est arrosée par le fleuve Irni.

### Hameaux
La ville comprend les sections de Fuorni, Giovi, Matierno, Ogliara, Pastorano, Rufoli, Sant'Angelo et Sordina.

### Communes limitrophes
| Pellezzano                        | Baronissi | Castiglione del Genovesi, San Cipriano Picentino, San Mango Piemonte |
| Cava de' Tirreni, Vietri sul Mare | Salerne   | Giffoni Valle Piana                                                  |
|                                   |           | Pontecagnano Faiano                                                  |

## Histoire

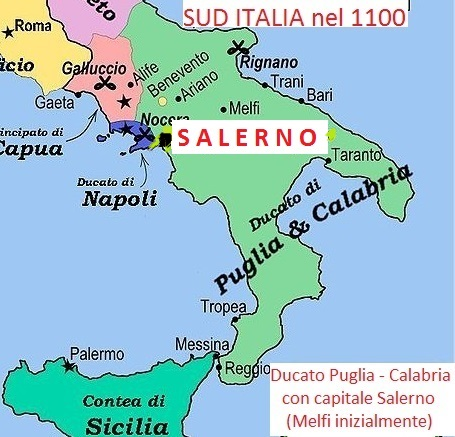
Salerne, la capitale de l'Italie du Sud en 1100.

Elle est la capitale de la principauté de Salerne de 861 à 1076, avant sa prise par Robert Guiscard en 1077. Choisie alors par les Normands comme capitale de l'Italie du Sud, la ville est le creuset du style « normand arabo-byzantin ».  
À la fin du VIIIe siècle, Salerne est une cité prospère, frappant sur sa monnaie « opulentia salerno ». C'est un centre de production agricole et commercial de la Méditerranée, exportant céréales, bois et lin vers le monde musulman pour en recevoir épices, aromates et soie, surtout de la Sicile musulmane proche. Au XIe siècle, la ville compte, outre une toujours célèbre cathédrale de Salerne, au moins deux douzaines d'églises et neuf monastères dont trois féminins. Elle est alimentée par trois aqueducs permettant fontaines, bains publics et privés. Elle produit avec une relative abondance céréales, fruits et noix, ce qui contribue à en faire l'une des villes les plus saines d'Italie.
En 1076, la ville est prise par les mercenaires Normands, qui reprennent entièrement la Sicile et destituent l'émir local, Yousouf Ibn Abdallah, mais le font en respectant les coutumes arabes en 1092, fondent le royaume de Sicile et transfèrent leur capitale de Salerne à Palerme en 1130. La ville de Salerne reste cependant une cité importante, avec son archevêché et son école de médecine.
Bien plus tard, alors que l'Allemagne envahit l'Italie après que l'armistice, entre l'Italie et les forces alliées, eut été signé le 8 septembre 1943, elle accueille Victor-Emmanuel III, roi d’Italie, et le nouveau président du Conseil, le général Pietro Badoglio, lors de la fuite du nouveau gouvernement face à l'avancée allemande. Un éphémère « gouvernement du Sud » est alors établi dans la ville. Des débarquements alliés ont eu lieu près de Salerne durant l’opération Avalanche.

## Politique et administration

### Administration locale
Salerne est le chef-lieu de la province homonyme.

### Administration municipale

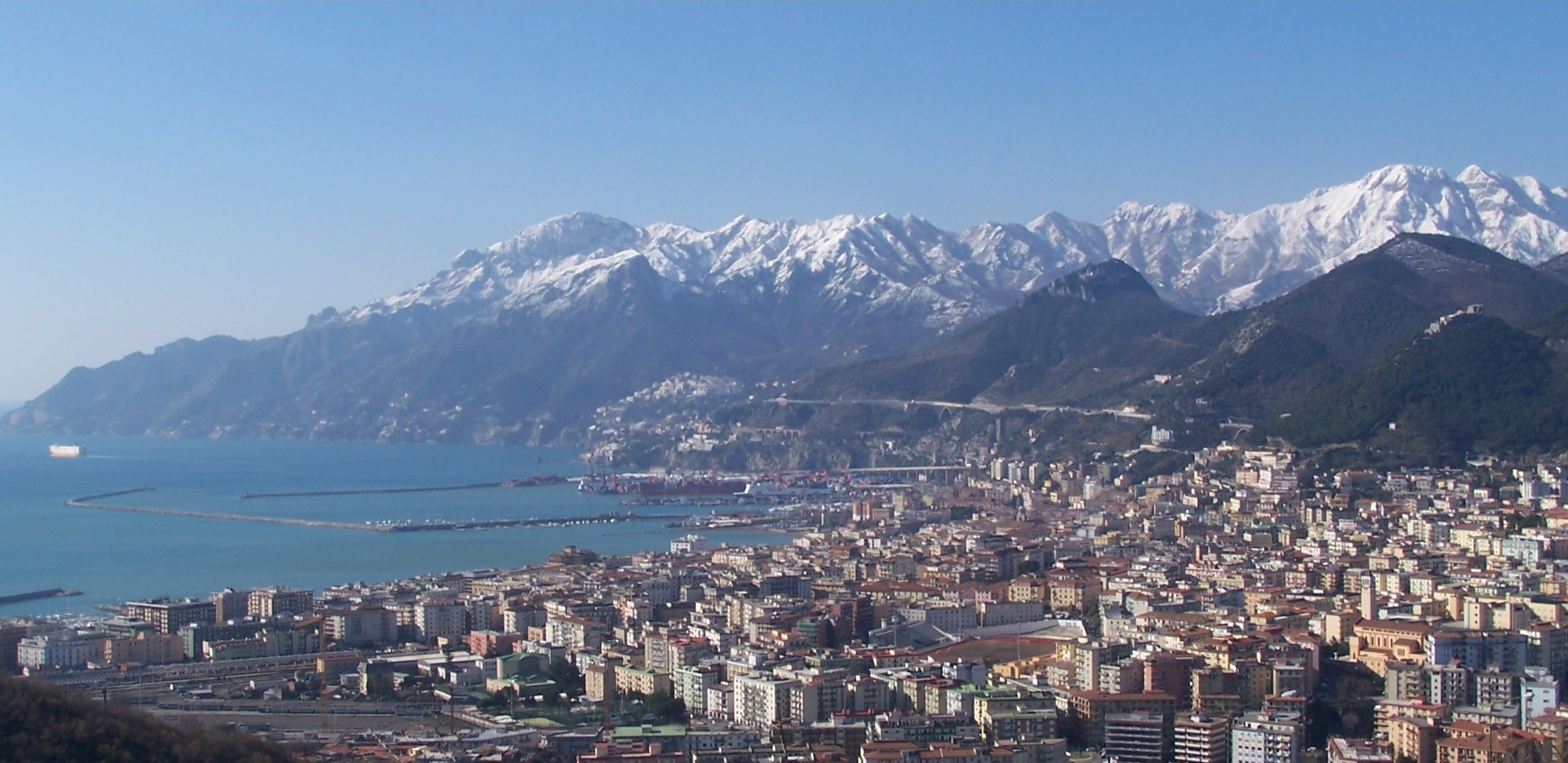
Salerne en hiver.

| Période                                  | Période        | Identité          | Étiquette | Qualité |
| ---------------------------------------- | -------------- | ----------------- | --------- | ------- |
| 1987                                     | 1993           | Vincenzo Giordano | PSI       |         |
| 6 décembre 1993                          | 15 mai 2001    | Vincenzo De Luca  | PDS       |         |
| 15 mai 2001                              | 15 juin 2006   | Mario De Biase    | DS        |         |
| 15 juin 2006                             | 3 février 2015 | Vincenzo De Luca  | PD        |         |
| 3 février 2015 (réélu le 04/10/2021)     | En cours       | Vincenzo Napoli   | PD        |         |
| Les données manquantes sont à compléter. |                |                   |           |         |

## Population et société

### Enseignement
Salerne accueille la plus ancienne école de médecine d’Europe, la Schola Medica Salernitana, la plus importante source de savoir médical en Europe au début du Moyen Âge. Aujourd’hui, les deux campus de Fisciano et Baronissi accueillent plus de 40 000 étudiants répartis en dix facultés.

### Médias
La Città est le principal quotidien local.

## Économie
La ville abrite une cimenterie du groupe Italcementi.

## Culture et patrimoine

### Lieux et monuments
Salerne abrite de nombreux monuments et hauts lieux.
- Le château d'Arechi
- Le fort La Carnale
- La tour de guet La Bastiglia
- Le Jardin botanique de Minerve (it)

Par ailleurs, à partir des années 1980, la ville a connu une refonte de son plan d’urbanisme, qui a permis de mettre en valeur son architecture et ses lieux, mais aussi de réaliser de nouveaux édifices et espaces urbains.
Parmi les monuments, on compte la  cathédrale romane, dédiée à l'évangéliste saint Matthieu. C’est une structure flamboyante avec ses mosaïques polychromes. Dans l'abside, une vierge  auréolée de lumière se détache sur la voûte bleu nuit, tandis que dans la chapelle des Croisés, saint Michel déploie ses ailes ocre au-dessus de  saint Mathieu.
Parmi les nouveaux sites urbains, on peut citer Place de la Liberté et Crescent, un projet de l’architecte catalan Ricardo Bofill, inauguré en septembre 2021. La Place est immense et relie la gare maritime à la promenade le long de la mer de la ville. Le Crescent est un édifice semi-circulaire (appartements, bureaux, centres commerciaux) qui définit en partie  le périmètre terrestre de la place qui s’ouvre sur la mer.

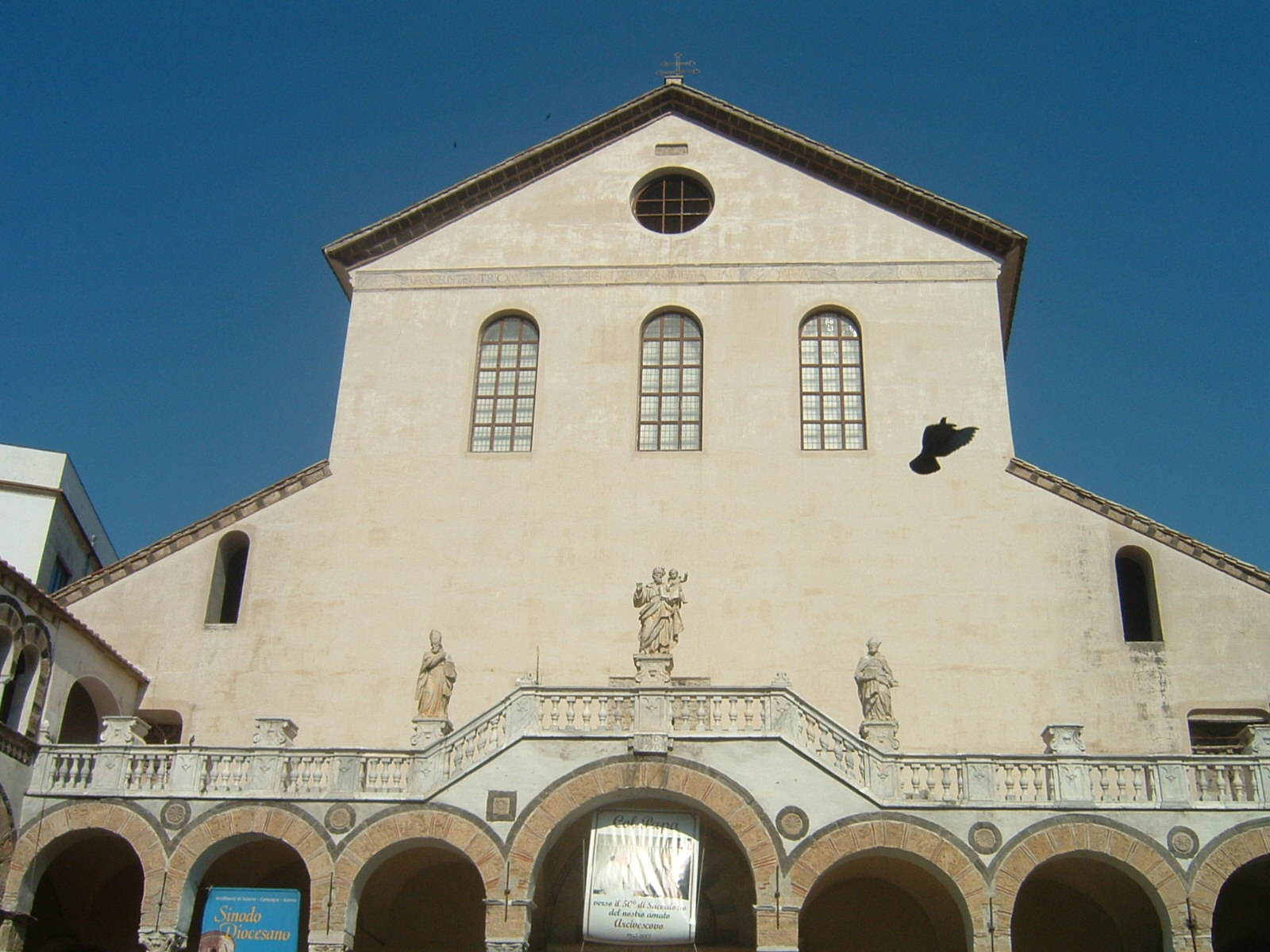
Façade de la cathédrale romane.
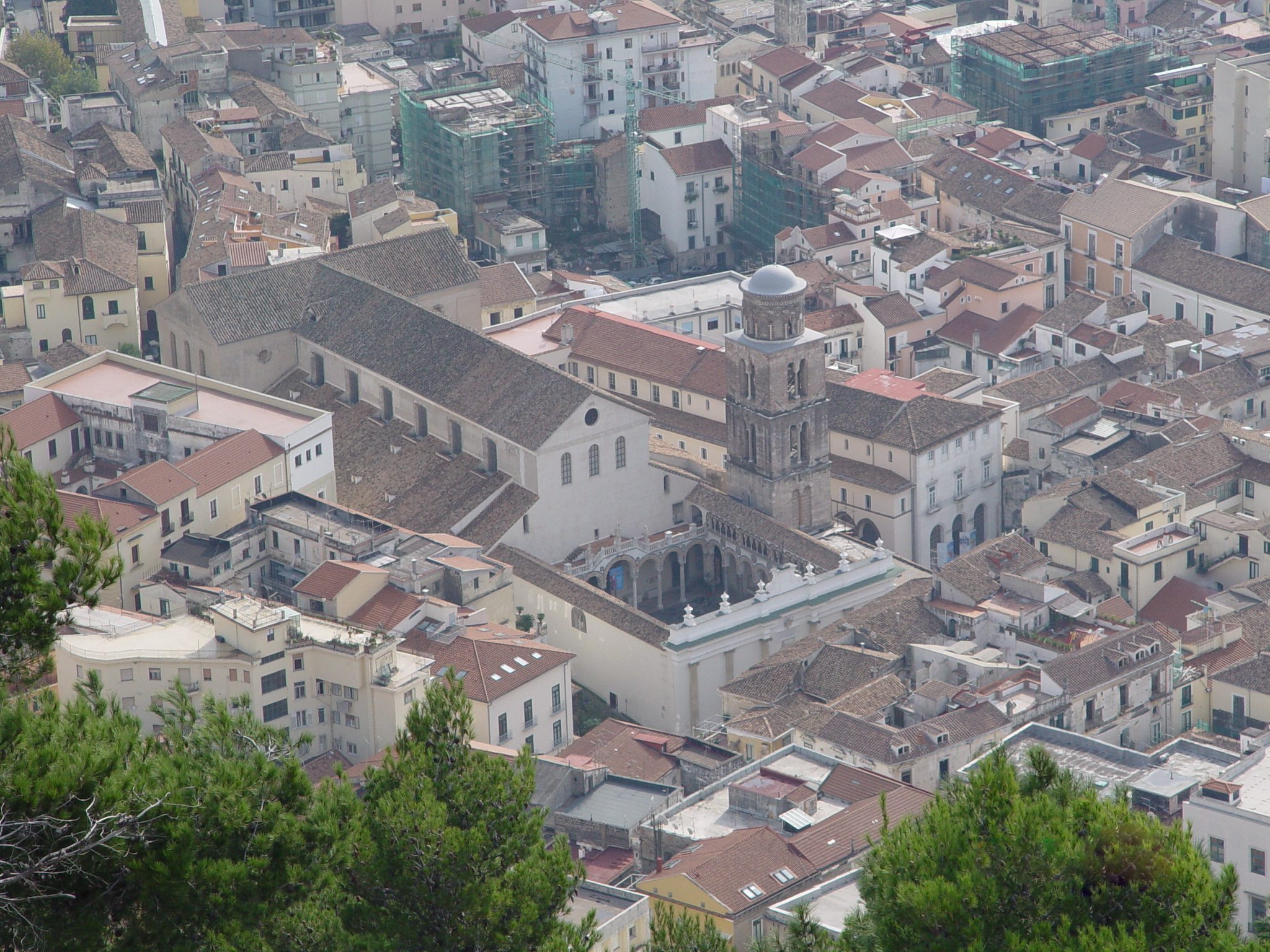
Vue aérienne de la cathédrale.
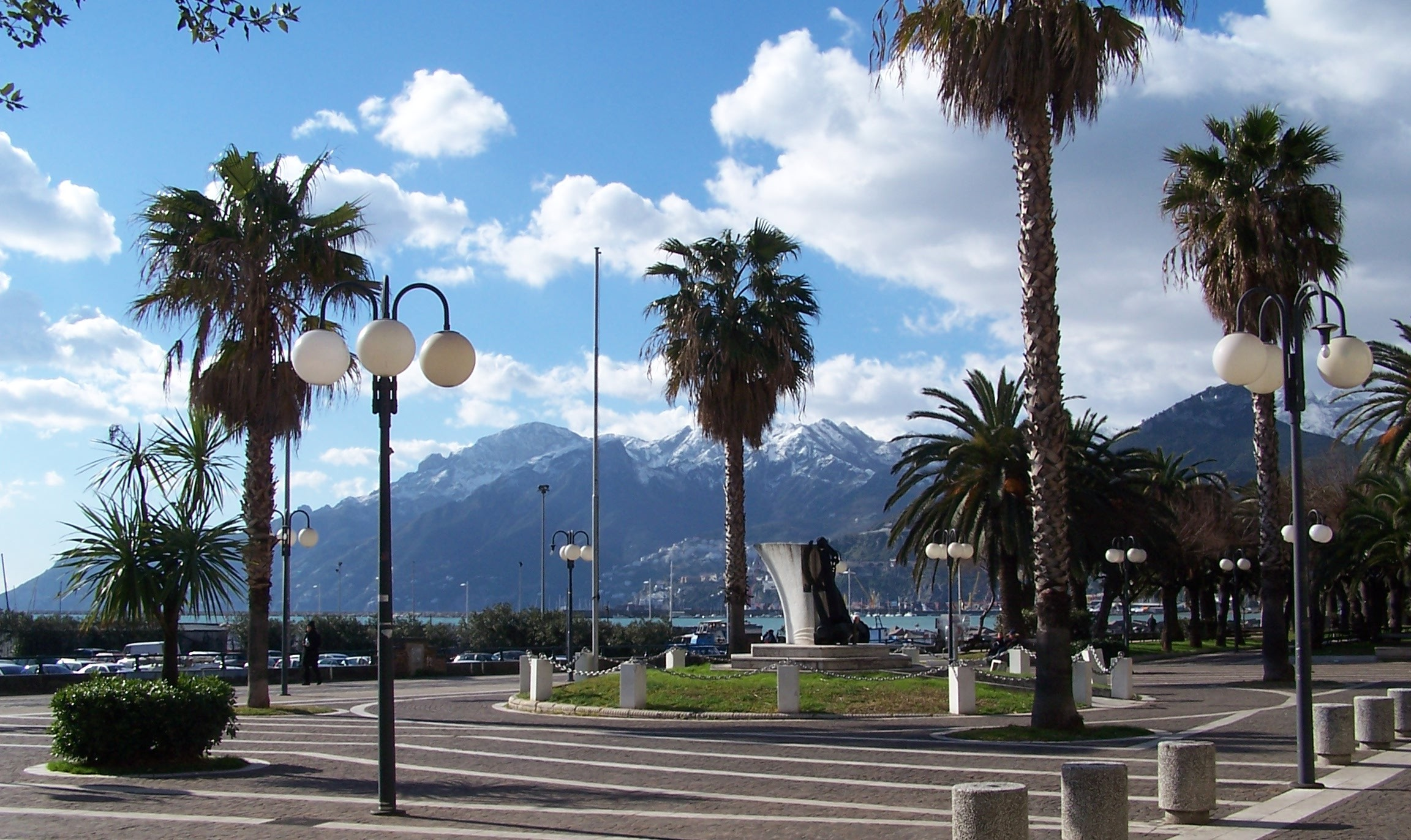
Lungomare - Promenade le long de la mer.
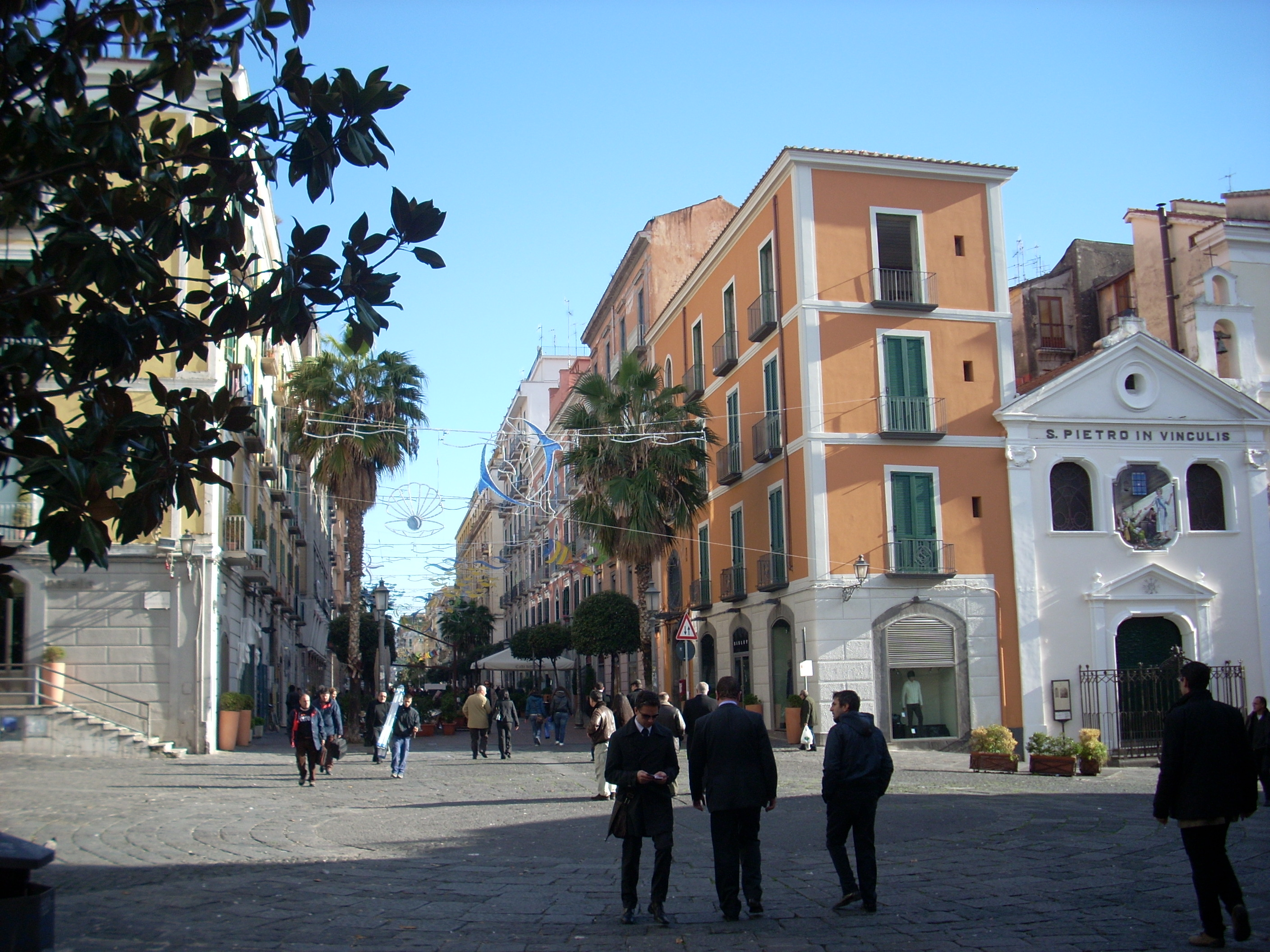
Corso Vittorio Emmanuele.
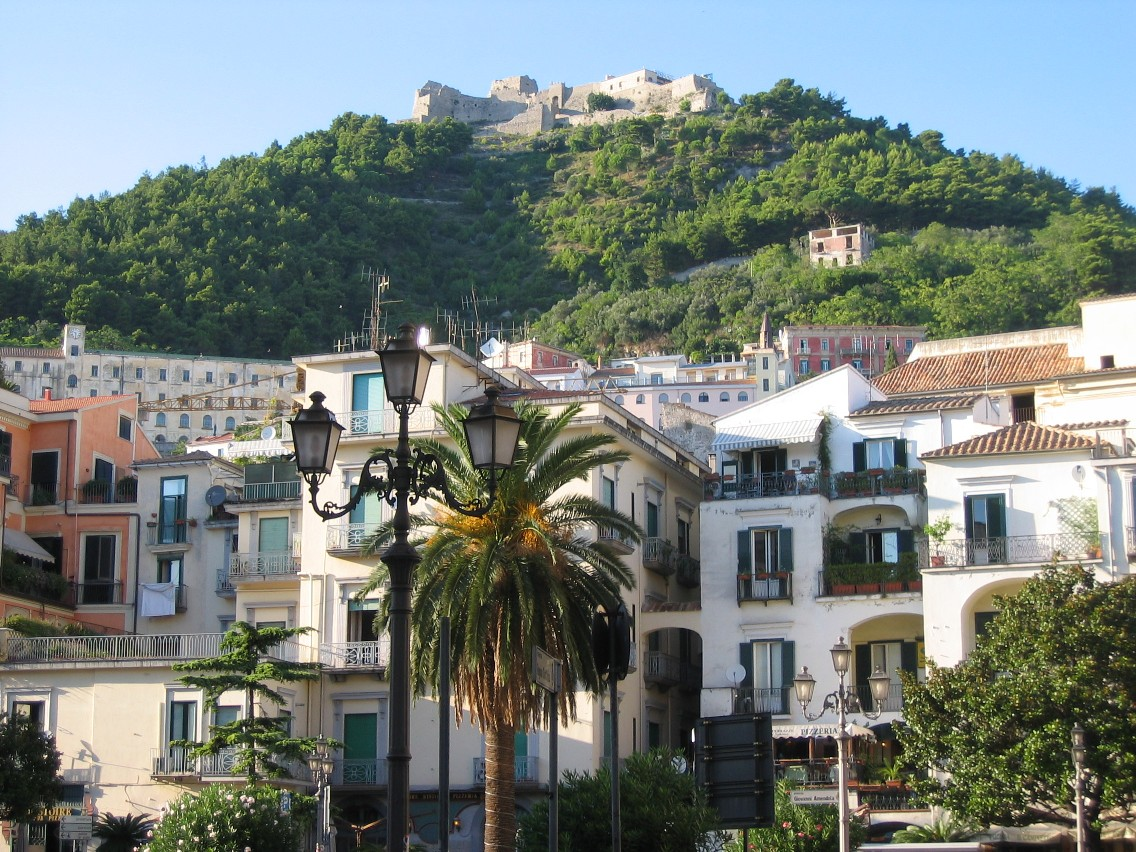
Le château vu du centre.
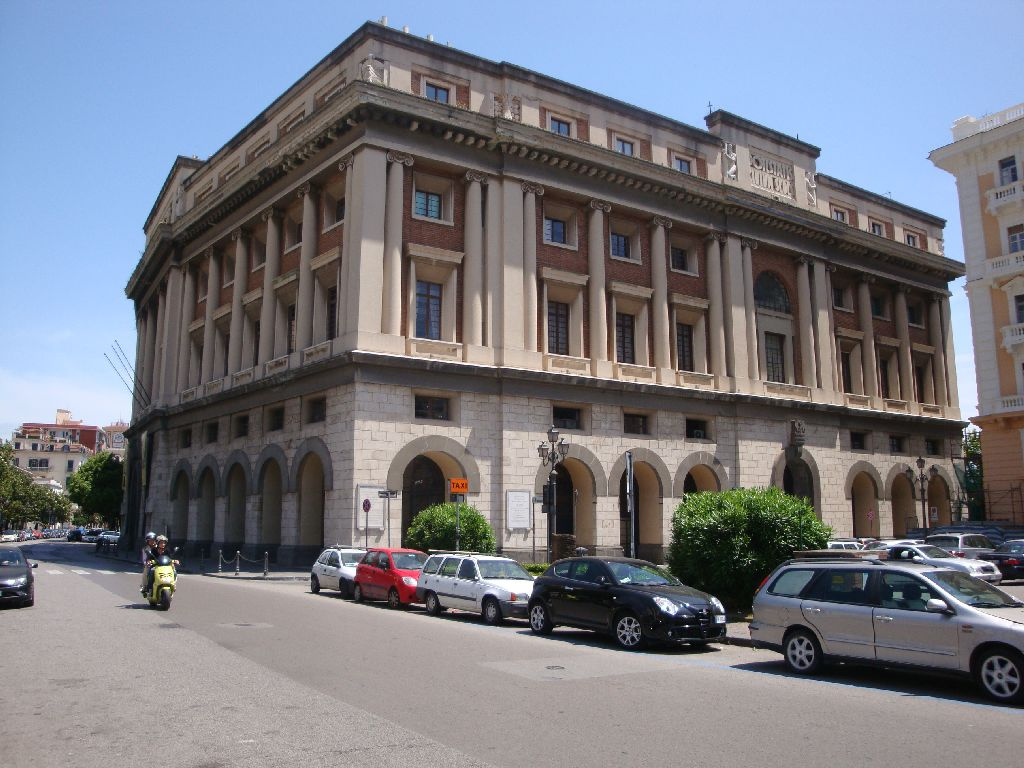
Hôtel de ville.
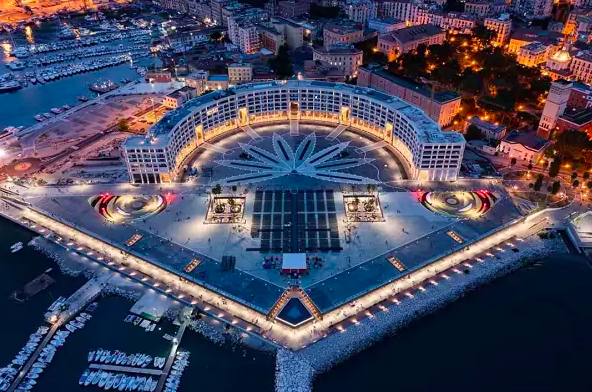
Place de la Liberté et Crescent.

### Sites archéologiques
- Les murailles de Salerne
- L'acqueduc médiéval de Salerne (IXe siècle)
- Le complexe archéologique de San Pietro a Corte
- La zone archéologique étrusco-samnite de Fratte
- Le temple de Pomona

### Salerne dans la littérature
Salerno, rima d’inverno, 
 o dolcissimo inverno.
Salerno, rima d’eterno.
(Alfonso Gatto, Salerno, rima d’inverno)

## Sport
Le stade Arigis de 37 000 places abrite la Salernitana.

## Jumelage
Salerne est jumelée avec :
- Tōno (Japon) depuis 1984 ;
- Rouen (France) depuis 2003.

## Personnalités
- Alfan de Salerne, traducteur de textes grecs et archevêque de Salerne, vécut dans cette ville.
- Niccolò da Reggio, médecin du XIVe siècle, membre de l'École de médecine de Salerne, traducteur de textes grecs.
- Elvira Notari, première réalisatrice italienne du cinéma muet.
- Alfonso Gatto, écrivain, poète et acteur.
- Trotula de Salerne, médecin